# Прекрасний новий світ
«Прекра́сний нови́й світ», або «Яки́й чуде́сний світ нови́й!»; (англ. Brave new world) — роман-антиутопія англійського письменника Олдоса Гакслі (англ. Aldous Huxley) написаний у 1931 році та опублікований у 1932 році.
Дія роману розгортається у футуристичній світовій державі 632 року «Фордівської Ери», громадяни якої живуть у соціальній ієрархії, заснованій на інтелекті, і передбачають величезні наукові досягнення в репродуктивних технологіях, навчанні сну, психологічних маніпуляціях і класичному обумовленні, які поєднуються, щоб створити антиутопічне суспільство, якому кидає виклик герой оповідання. Автор, онук видатного біолога Томаса Генрі Гакслі, побудував світ свого роману, вклавши в нього своє ставлення до сучасного йому американського суспільства, заснованого на принципах доцільності і надмірного споживання. За цією книгою Гакслі написав есеїстичну оцінку «Відновлення прекрасного нового світу» (1958) і свій останній роман «Острів» (1962), утопічний аналог. Цей роман часто порівнюють як інверсійний аналог роману Джорджа Орвелла «1984» (1949).
У 1999 році Сучасна бібліотека (Modern Library) у своєму списку, який видається з 1917 року видавництвом «Random House LLC.», поставила «Прекрасний новий світ» на 5 місце 100 найкращих англомовних романів ХХ століття. У 2003 році Роберт Маккрам, написавши для The Observer, включив «Дивний новий світ» на 53 місце в «100 найкращих романів усіх часів» (в аналогічному списку Маккарма 2014 року роман опинився на 56 місці), а в опитуванні BBC The Big Read цей роман посідає 87 місце. Твір отримав номер 23 у Рейтингу 100 найкращих книг усіх часів журналу Ньюсвік.
«Прекрасний новий світ» часто забороняли та оскаржували з моменту його первинної публікації. Вона потрапила до списку Американської бібліотечної асоціації 100 найпопулярніших заборонених і оскаржених книг десятиліття з того часу, як асоціація почала цей список у 1990 році.

## Назва роману
Роман друкувався в українському перекладі у журналі «Всесвіт» у 1994 році під назвою «Прекрасний новий світ».
Назву роману дуже важко перекласти, зберігаючи багатозначність англійського слова brave — «сміливий», «чудовий», «славний», «дивовижний» тощо.
Сама ж назва взята із Шекспірівської «Бурі», в якій Міранда, яка раніше із усіх людей бачила лише потворного Калібана, виголошує:

O wonder!

How many goodly creatures are there here!

How beauteous mankind is!

O brave new world: That has such people in't!

О диво!

Які вродливі я створіння бачу!

Яке прекрасне це поріддя людське!

Який чудесний світ новий оцей,

Де отакі є люди!
Вживання фрази Шекспіром має іронічне значення, оскільки оратор не може розпізнати злу природу відвідувачів острова через її невинність. Дійсно, наступний оратор — батько Міранди Просперо — відповідає на її невинне зауваження словами «Це нове для тебе».
Переклади назви часто натякають на подібні вирази, що вживаються у творах англійської літератури: французьке видання твору має назву Le Meilleur des mondes (Найкращий з усіх світів), натяк на вислів, використаний філософом Готфрідом Лейбніцем і сатиризовано в «Кандиді, Ou l'Optimisme» Вольтера (1759). Перший стандартний китайський переклад, зроблений романістом Лілі Сюе та Аароном Джен Ван Сюе в 1974 році, має назву «美麗新世界» (піньїнь: Měilì Xīn Shìjiè, буквально «Прекрасний новий світ»).

## Історія
Хакслі написав «Прекрасний новий світ», живучи в Санарі-сюр-Мер, Франція, протягом чотирьох місяців з травня по серпень 1931 року. До цього часу Гакслі вже утвердився як письменник і соціальний сатирик. Він працював у журналах Vanity Fair і Vogue, опублікував збірку своїх віршів («Палаюче колесо», 1916) і чотири успішні сатиричні романи: «Жовтий хромовий» (1921), «Антік Гей» (1923), «Це безплідне листя» (1925) і «Точка проти точки» (1928). «Прекрасний новий світ» був п'ятим романом Гакслі та першим його антиутопічним твором.
Уривок із роману «Жовтий хромовий» містить коротку попередню ілюстрацію «Прекрасного нового світу», показуючи, що Гакслі мав на увазі таке майбутнє ще в 1921 році. Містер Скоган, один із персонажів попередньої книги, описує «безособове покоління» майбутнього, яке «займуть місце огидної системи природи. У величезних державних інкубаторах, ряди за рядами пляшок з рідиною забезпечуватимуть світ населенням, якого він потребує. Сімейна система зникне; суспільство, підірване в самій своїй основі, буде змушене шукати нові підвалини; а Ерос, красиво і безвідповідально вільний, пурхатиме, наче веселий метелик, з квітки на квітку по осяяному сонцем світові».
Гакслі сказав, що «Прекрасний новий світ» був натхненний утопічними романами Герберта Веллса, зокрема «Сучасною утопією» (1905), а також як пародія на «Люди, як боги» (1923). Обнадійливе бачення Веллсом можливостей майбутнього дало Гакслі ідею почати писати пародію на романи, яка стала «Прекрасним новим світом». У листі до знайомої американки місіс Артур Ґолдсміт він писав, що «трохи розважався, тягнучи за ногу Герберта Веллса», але потім «захопився [своїми] власними ідеями». На відміну від найпопулярніших оптимістичних утопічних романів того часу, Гакслі прагнув надати страхітливе бачення майбутнього. Гакслі назвав «Прекрасний новий світ» «негативною утопією», дещо під впливом власного твору Веллса «Коли сплячий прокинеться» (що стосується таких тем, як корпоративна тиранія та поведінкова обумовленість) і робіт Девіда Герберта Лоуренса. Зі свого боку через два роки після «Прекрасного нового світу» Веллс опублікував свою власну утопічну форму прийдешнього. Прагнучи спростувати аргумент Мустафи Монда з роману Гакслі про те, що дебільні нижчі класи є необхідним «соціальним гіроскопом» і що суспільство, яке складається виключно з розумних, напористих «Альф», неминуче розпадеться у міжусобній боротьбі, Веллс зобразив стабільне егалітарне суспільство, яке виникає після кількох поколінь реформаторської еліти, що повністю контролює освіту в усьому світі. У майбутньому, зображеному в книзі Веллса, нащадки пам'ятатимуть Гакслі як «реакційного письменника».
Вважається, що науковий футуризм у «Прекрасному новому світі» запозичено із роману «Дедал» Дж. Б. С. Холдейна.
Події депресії у Великій Британії 1931 року з масовим безробіттям і відмовою від золотовалютного стандарту переконали Гакслі стверджувати, що стабільність є «первинною та кінцевою потребою», якщо цивілізація хоче пережити нинішню кризу. Персонаж «Прекрасного нового світу» Мустафа Монд, постійний світовий контролер Західної Європи, названий на честь сера Альфреда Монда. Незадовго до написання роману Гакслі відвідав технологічно передовий завод Монда поблизу Біллінгема, північно-східна Англія, і це справило на нього велике враження.:xxii
Гакслі використовував обстановку та персонажів у своєму науково-фантастичному романі, щоб висловити широко поширені тривоги, зокрема страх втратити особисту ідентичність у стрімкому світі майбутнього. Перша поїздка автора  до Сполучених Штатів надала «Прекрасному Новому Світу» його характеру. Гакслі був обурений культурою молоді, комерційною веселістю, сексуальною розбещеністю та замкненістю багатьох американців; він також знайшов книгу «Моє життя і робота» Генрі Форда в бібліотеці на кораблі, на якому він плив до Америки, і він бачив застосування принципів книги в усьому, з чим він стикався після від'їзду з Сан-Франциско.:viii

## Сюжет
Події роману розгортаються в Лондоні в далекому майбутньому (в 26 столітті християнської ери, а саме в 2541 році). Люди на всій Землі живуть в єдиній державі, суспільство якого є споживацьким. Відраховується нове літочислення — Ера Т — з появи Форда Т. Споживання — культ, символом споживацького бога є Генрі Форд, а замість хреста люди «осяяли себе знаком Т».
Згідно з сюжетом, люди не народжуються традиційним шляхом, а вирощуються в бутлях на спеціальних заводах — інкубаторах. На стадії розвитку ембріона вони поділяються на п'ять каст, які розрізняються розумовими і фізичними здібностями — від «альф», які володіють максимальним розвитком, до найбільш примітивних «епсилонів». Люди нижчих каст вирощуються із застосуванням методу бокановскізації (брунькування зиготи з метою її багаторазового розподілу і отримання однояйцевих близнюків). Для підтримки кастової системи суспільства за допомогою «гіпнопедії» людям прищеплюються гордість за приналежність до своєї касти, повага до вищої касти і презирство до нижчих каст, а також цінності суспільства та основи поведінки в ньому. З огляду на технічний розвиток суспільства значна частина робіт може бути виконана машинами і передається людям лише для того, щоб зайняти їхній вільний час. Більшість психологічних проблем люди вирішують за допомогою нешкідливого наркотику — соми. Також люди часто висловлюються рекламними слоганами і гіпнопедичними установками, наприклад: «Соми грам — і жодних драм!», «Краще нове купити, ніж старе лагодити», «Чистота — запорука благофордія», «А, бе, це, вітамін Д — жир в трісковій печінці, а тріска в воді».
Інституту шлюбу в описаному в романі суспільстві не існує, і, більш того, сама наявність постійного статевого партнера вважається непристойною, а слова «батько» і «мати» вважаються брутальною лайкою (причому якщо ще слову «батько» надають відтінок гумору і поблажливості, то «мати», в зв'язку зі штучним вирощуванням в бутлях, чи не найбрудніша лайка). Книга описує життя різних людей, які не можуть вписатися в це суспільство.
Героїня роману Леніна Краун — медсестра, яка працює на конвеєрі виробництва людей, член касти бета (плюс або мінус, не сказано). Вона у стосунках з Генрі Фостером. Але її подруга Фанні Краун наполягає на тому, щоб Леніна дотримувалася порядку речей і була з іншими чоловіками. Леніна визнає, що їй сподобався Бернард Маркс.
Бернард Маркс — альфа плюс, фахівець з гіпнопедії, що відрізняється від людей своєї касти і зовні, і психологічно: низький зріст, замкнутий і більшу частину часу проводить один, через це в нього погана репутація. Про нього ходять чутки, що «коли він був в колбі, то хтось помилився — подумав, що він гамма, і влив йому спирту в кровозамінники. Тому він і щуплий на вигляд». Дружить з Гельмгольцом Ватсоном — лектором-викладачем на інститутській кафедрі творчості, з яким його об'єднує єдина спільна риса — усвідомлення своєї індивідуальності.
Леніна й Бернард летять на вихідні до індіанської резервації, де зустрічають Джона, якого називають Дикуном, — білого юнака, народженого природним шляхом; він син директора виховного центру, де вони обидва працюють, і Лінди, яка тепер опустилася до алкоголізму, і яку зневажають всі індіанці, хоча колись вона була бетою мінус з виховного центру. Лінду і Джона перевозять у Лондон, де Джон стає сенсацією серед вищого суспільства, а Лінду поміщають в лікарню, де вона залишок життя віддає «сомовідпочинку» й згодом помирає.
Джон, закоханий в Леніну, важко переносить смерть матері. Юнак кохає Леніну недоречним в суспільстві, піднесеним коханням, не сміючи зізнатися їй, «покірний обітницям, які ніколи не прозвучали». Вона щиро дивується — тим більше, що подруги запитують її, який з Дикуна коханець. Леніна пробує спокусити Джона, але він називає її повією і тікає.
Психічний зрив Джона посилюється ще більше через смерть матері, він намагається пояснити працівникам з нижчої касти «дельта» такі поняття, як краса, смерть, свобода. Йому намагаються допомогти Гельмгольц і Бернард, в результаті чого всіх трьох заарештовують.
У кабінеті Головнокомандувача Західної Європи Мустафи Монда — одного з десяти, що представляють реальну владу в світі, — відбувається довга розмова. Монд відверто визнає свої сумніви з приводу «загального щастя суспільства», тим більше, що він сам був колись обдарованим фізиком. У цьому суспільстві фактично під забороною є наука, мистецтво, релігія. Один із захисників і глашатаїв антиутопії стає, по суті, виразником авторських поглядів на релігію і економічний устрій суспільства.
В результаті Бернарда відправляють на заслання до Ісландії, а Гельмгольца — на Фолклендські острови. Монд при цьому додає: «Я майже заздрю вам, ви опинитеся серед найцікавіших людей, у яких індивідуальність розвинулася до того, що вони стали непридатні для життя в суспільстві». А Джон стає відлюдником в покинутій вежі. Щоб забути Леніну, він поводиться неприйнятно за мірками гедоністичного суспільства, де «виховання робить всіх не те що жалюгідними, а вкрай гидкими». Наприклад, він влаштовує самобичування, свідком чого мимоволі стає репортер. Джон стає сенсацією — вже вдруге. Побачивши Леніну, яка прилетіла, він зривається, б'є її батогом, називаючи блудницею, в результаті чого у натовпу роззяв, під впливом незмінної соми, починається масова оргія чуттєвості. Отямившись, Джон, який не зумів «вибрати між двома видами божевілля», закінчує життя самогубством.

## Кастова система суспільства
Поділ на касти відбувається ще до народження. Вирощуванням людей займається Інкубатор. Уже в бутлях зародків ділять на касти і прищеплюють певні схильності до одного роду діяльності і, навпаки, відразу до іншого. У хіміків формують стійкість до свинцю, каустичної соди, смол, хлору. Гірникам прищеплюють любов до тепла. Нижчим кастам прищеплюють відразу до книжок і нелюбов до природи (гуляючи на природі, люди нічого не споживають — замість цього було вирішено прищеплювати любов до заміських видів спорту).
У процесі виховання людям прищеплюють любов до власної касти, повагу до вищих та зневагу до нижчих каст.

### Вищі касти
Альфа — ходять в одязі сірого кольору. Найбільш інтелектуально розвинені, вищі на зріст за представників інших каст. Виконують висококваліфіковану роботу. Управлінці, лікарі, викладачі.
Бета — ходять в червоному. Медсестри, молодший персонал інкубатора.
Генетичний матеріал нижчих каст беруть у собі подібних. Після запліднення зародки проходять спеціальну обробку, в результаті якої одна зигота брунькується до 96 разів. Це створює стандартних людей. «Дев'яносто шість тотожних близнят, які працюють на дев'яноста шести тотожних верстатах». Потім зародкам значно знижують подачу кисню, через що знижується рівень розумового тілесного розвитку. Нижчі касти нижчі на зріст та мають знижений інтелект.
Гамма — ходять в зеленому. Робочі спеціальності, які не вимагають великого інтелекту.
Дельта — носять хакі.
Епсилон — ходять у чорному. Мавпоподібні напівкретини, як їх описує сам автор. Не вміють читати і писати. Ліфтери, некваліфіковані робітники.

## Персонажі та алюзії

### Головні персонажі
Певну кількість імен в Світовій Державі, які належать до вирощених в бутлях громадян, можна пов'язати з політичними і культурними постатями, які зробили великий внесок в бюрократичні, економічні та технологічні системи часів Гакслі, а також, імовірно, і в ці ж системи «Прекрасного нового світу»:
- Бернард Маркс (англ. Bernard Marx) — за іменем Бернарда Шоу (хоча не виключене й посилання на Бернарда Клервоського або Клода Бернара) і Карла Маркса. Бернард Маркс, фахівець із навчання сну Центру інкубації та кондиціонування Центрального Лондона. Хоча Бернард є Альфа-Плюс (вищий клас суспільства), він невідповідний. Він надзвичайно низький для Альфи; передбачуваний нещасний випадок із алкоголем у сурогатній крові Бернарда перед його декантуванням залишив його трохи загальмованим. На відміну від своїх колег-утопістів, Бернард часто буває злим, обуреним і ревнивим. Часом він також боягузливий і лицемірний. Його підготовка явно неповна. Йому не подобається громадський спорт, солідарні послуги чи безладний секс. Він не особливо насолоджується сомою. Бернард закоханий у Леніну і не любить, коли вона спить з іншими чоловіками, хоча «кожен кожному належить». Тріумфальне повернення Бернарда до утопічної цивілізації разом із Джоном Дикуном із Резервації прискорює крах Директора, який планував вислати його. Тріумф Бернарда недовгий; його зрештою висилають на острів за його нонконформістську поведінку.
- Дикун Джон (John the Savage) — від терміна «благородний дикун», вперше використаного в драмі «Завоювання Гранади» Джона Драйдена, а потім помилково асоціювався з Руссо. Можливо є алюзією на роман Вольтера «Дикун». Джон, незаконний син директора та Лінди, народився та виріс у резервації Севаж («Малпайс») після того, як Лінду мимоволі покинув її помилковий коханець. Джон («Дикун» або «Містер Дикун», як його часто називають) є аутсайдером як у Резервації, де тубільці все ще практикують шлюб, природне народження, сімейне життя та релігію, так і в нібито цивілізованій Світовій державі, заснованій на принципах стабільності та щастя. Він не читав нічого, крім повного зібрання творів Вільяма Шекспіра, які він багато цитує, і, здебільшого, влучно, хоча його натяк на «Прекрасний новий світ» (слова Міранди в «Бурі») набуває похмурого і гірко-іронічного звучання в міру того, як розгортається роман. Джон надзвичайно моральний згідно з кодексом, якого його навчив Шекспір і життя в Мальпаїсі, але він також наївний: його погляди так само імпортовані в його власну свідомість, як і гіпнопедичні повідомлення громадян Світової Держави. Застереження людей Малпаїса навчили його вважати свою матір повією; але він не може зрозуміти, що це були ті самі чоловіки, які постійно шукали її, незважаючи на свої нібито священні обітниці моногамії. Оскільки він небажаний у Малпаїсі, він приймає запрошення повернутися до Лондона та спочатку вражений комфортом Світової держави. Він залишається відданим цінностям, які існують лише в його поезії. Спочатку він зневажає Леніну за те, що він не зміг відповідати його шекспірівському ідеалу, а потім усе утопічне суспільство: він стверджує, що його технічні чудеса та споживацтво є поганими замінниками індивідуальної свободи, людської гідності та особистої цілісності. Після смерті матері він глибоко засмучений горем, що дивує глядачів у лікарні. Потім він віддаляється від суспільства і намагається очистити себе від «гріха» (бажання), але не може цього зробити. Він виявляє, що збирає багато проблем як для свого тіла, так і для розуму. Він незабаром не розуміє, що правда, а що підробка, що він робить, а чого не робить. Невдовзі все, про що він думає або відчуває, стає розмитим і невпізнанним. Нарешті він у розпачі вішається.
- Гельмгольц Ватсон (Helmholtz Watson) — за прізвищами німецького фізика і фізіолога Германа фон Гельмгольца та американського психолога, засновника біорізноманіття, Джона Ватсона. Гельмгольц Вотсон, гарний і успішний викладач Альфа-Плюс у Коледжі емоційної інженерії та друг Бернарда. Він відчуває себе незадоволеним, пишучи нескінченні пропагандистські промови, а задушливий конформізм і філістерство Світової Держави роблять його неспокійним. Зрештою Гельмгольца відправляють на Фолклендські острови — холодний притулок для незадоволених нонконформістів Альфа-Плюс — після того, як він прочитав своїм учням єретичну поему про чесноти самотності та допоміг Джону знищити кілька пайків соми Дельти після смерті Лінди. На відміну від Бернарда, він спокійно сприймає своє вигнання і починає розглядати його як можливість для натхнення у своїх творах. Його ім'я походить від імені німецького фізика Германа фон Гельмгольца.
- Леніна Краун (Lenina Crowne) — за псевдонімом Володимира Ульянова. Леніна Краун, молода, красива технікиня в Центральному лондонському інкубаторі та центрі кондиціонування. Леніна Краун — Бета, якій подобається бути Бетою. Вона — працівниця вакцинації з переконаннями та цінностями, які відповідають громадянину світової держави. Вона є частиною тих 30 % жіночого населення, які не є фрімартинами (безплідними жінками). Леніна розпусна і популярна, але дещо дивна в своєму суспільстві: вона мала чотири місяці стосунків з Генрі Фостером, вирішивши на певний період часу не займатися сексом ні з ким, крім нього. Вона в основному щаслива і здорова, використовує, як і очікувалося, сому для придушення небажаних емоцій. Леніна має побачення з Бернардом, до якого вона відчуває неоднозначний потяг, і їде з ним до резервації. Повернувшись до цивілізації, вона намагається спокусити Джона Дикуна, але безуспішно. Джон кохає і бажає Леніну, але його відштовхує її прямолінійність і перспектива дошлюбного сексу, він відкидає її як «нахабну повію». Леніна відвідує Джона на маяку, але він нападає на неї з батогом, мимоволі підбурюючи перехожих зробити те саме. Її подальша доля залишається невідомою.
- Мустафа Монд (Mustapha Mond) — за іменем засновник Туреччини після Першої світової війни Кемаля Мустафи Ататюрка, який запустив в країні процес модернізації, та прізвищем англійського фінансиста, засновника Imperial Chemical Industries, запеклого ворога робітничого руху, сера Альфреда Монда. Мустафа Монд, постійний світовий контролер Західної Європи, «Його фордство» Мустафа Монд керує однією з десяти зон Світової Держави, глобального уряду, створеного після катаклізмів Дев'ятирічної війни та великого економічного колапсу. Витончений і добродушний, Монд — скромний і гіперінтелектуальний прихильник світової держави та її духу «Спільнота, ідентичність, стабільність». Серед героїв роману він унікально усвідомлює точну природу суспільства, яким він керує, і те, від чого воно відмовилося, щоб досягти своїх досягнень. Монд стверджує, що мистецтво, література та наукова свобода повинні бути принесені в жертву заради досягнення кінцевої утилітарної мети максимізації суспільного щастя. Він захищає кастову систему, поведінкові умови та відсутність особистої свободи у світовій державі: це, за його словами, ціна, яку варто заплатити за досягнення соціальної стабільності, найвищої соціальної чесноти, оскільки вона веде до тривалого щастя.
- Фанні Краун (Fanny Crowne) — за іменем Фанні Каплан, яка відома, головним чином, як виконавець невдалого замаху на життя Леніна. За іронією автора, у романі Леніна і Фанні є подругами з однаковими прізвищами. Фанні Краун, подруга Леніни Краун (у них однакове прізвище, тому що у світовій державі, що складається з двох мільярдів людей, використовується лише десять тисяч прізвищ). Фанні озвучує загальноприйняті цінності своєї касти та суспільства, зокрема важливість проміскуїтету: вона радить Леніні мати більше ніж одного чоловіка в її житті, оскільки непристойно зосереджуватися лише на одному. Тоді Фанні застерігає Леніну від нового коханця, якого вона вважає недостойним, але в кінцевому підсумку вона підтримує потяг молодої жінки до дикуна Джона.
- Генрі Фостер (Henry Foster) — можливо, ім'я персонажа походить від невеликої зміни в прізвищі Форд, тобто персонаж є пародією на Генрі Форда. Генрі Фостер, один із численних коханців Леніни, він є цілком звичайним альфа-самцем, випадково обговорюючи тіло Леніни зі своїми колегами. Його успіх у Леніни та його невимушене ставлення до неї викликають лють у ревнивого Бернара. Зрештою, Генрі доводить, що він ідеальний громадянин світової держави, не знаходячи в собі мужності захистити Леніну від нападок Джона, незважаючи на те, що він підтримував з нею надзвичайно тривалий сексуальний зв'язок.
- Беніто Гувер (Benito Hoover) — за іменем італійського диктатора Беніто Муссоліні і президента США Герберта Гувера. Беніто Гувер, ще один із коханців Леніни. Вона пам'ятає, що він особливо волохатий, коли знімає одяг.
- Директор інкубаторів та кондиціонування (DHC), також відомий як Томас «Томакін» (Thomas «Tomakin»), є адміністратором Центру інкубаторів та кондиціонування Центрального Лондона, де він є загрозливою фігурою, яка має намір вислати Бернарда до Ісландії. Його плани несподівано змінюються, коли Бернард повертається з резервації з Ліндою та Джоном, дитиною, яку вони обоє усвідомлюють, що вона насправді його. Цей факт, скандальний і непристойний у Світовій Державі, не тому, що він був позашлюбним (як і всі сексуальні акти), а тому, що він був дітородним, змушує директора з ганьбою піти у відставку з посади.
- Лінда (Linda), мати Джона, декантована у Світовій Державі як Бета-Мінус, спочатку працювала в кімнаті запліднення DHC, а згодом загинула під час шторму під час відвідин резервації дикунів у Нью-Мексико разом з Директором за багато років до подій роману. Незважаючи на те, що Лінда дотримувалася звичайних запобіжних заходів, вона завагітніла від сина режисера під час їхнього спільного життя і тому не змогла повернутися до Світової Держави до того часу, як знайшла шлях до Мальпаїса. Пристосувавшись до розбещених соціальних норм Світової держави, Лінда стає одночасно популярною серед усіх чоловіків у пуебло (бо вона відкрита на всі сексуальні домагання) і водночас зневаженою з тієї ж причини — дружини чоловіків, які відвідують її, та й самі чоловіки (які все одно приходять до неї) вважають її повією. Її єдиною розрадою там є мескаль, який приносить Попе, а також пейотль. Лінда відчайдушно прагне повернутися до Світової Держави і до соми, не бажаючи від життя, що залишилося, нічого іншого, окрім комфорту до самої смерті.
- Дарвін Бонапарт (Darwin Bonaparte) — за прізвищем імператора Першої Французької імперії Наполеона Бонапарта та автора праці «Походження видів» Чарлза Дарвіна. Дарвін Бонапарт, «великий фотограф» (тобто режисер), який знімає, як Джон бичує себе. Дарвін Бонапарт став відомий завдяки двом творам: «Фелі з весілля горил»[30] і «Любовне життя кашалота».[30] Він уже зробив собі ім'я[31] але все ще прагне більшого. Він відновив свою славу, знявши дикуна Джона у своєму останньому фільмі «Дикун із Суррея».[32]
- Архіспівальник Кентерберійський (Arch-Community Songster of Canterbury) — пародія на архієпископа Кентерберійського та рішення Англіканської Церкви в серпні 1930 року щодо обмеженого використання контрацепції.
- Директор крематоріїв і регенерації фосфору, одна з багатьох розчарованих, важливих осіб, які відвідали вечірку Бернарда.
- Наглядач, Альфа-Мінус, балакучий головний адміністратор резервації Дикунів у Нью-Мексико. Він блондин, невисокого зросту, широкоплечий і має дзвінкий голос.[33]
- Доктор Шоу (Dr. Shaw), Лікар Бернарда Маркса, який згодом стає лікарем і Лінди, і Джона. Він прописує Лінді смертельну дозу соми, яка зупинить її дихальну систему на один-два місяці, за її власним бажанням, але не без протесту Джона. Зрештою, всі вони погоджуються, що це на краще, оскільки відмова в цьому проханні призвела б до більших проблем для суспільства і самої Лінди.
- Доктор Геффні (Dr. Gaffney), ректор Ітона, вищої школи для представників вищих каст. Він показує Бернарду та Джону класні кімнати та кімнату гіпнопедичної диспетчерської (використовується для поведінкових кондицій за допомогою навчання сну). Джон запитує, чи студенти читають Шекспіра, але ректор каже, що в бібліотеці є лише довідники, оскільки самотні заняття, такі як читання, не заохочуються.
- Місс Кийт (Miss Keate) — за прізвищем одного з найбільш відомих директорів Ітонського коледжу Джона Кіта. Міс Кіт, директорка старшої школи Ітон. Вона подобається Бернарду, і він домовляється з нею про завдання.[34]

### Мальпаїса
- Попе (Popé) — від Попе, літера повстання індіанців пуебло Тева, відомого як Повстання пуебло в 1680 році проти іспанського колоніального панування. Попе, уродженець Мальпаїса. Хоча він посилює поведінку, яка викликає ненависть до Лінди в Малпаїсі, спить з нею та приносить їй мескаль, він все ще дотримується традиційних вірувань свого племені. У молоді роки Джон намагався вбити його, але Попе відкинув його спробу і змусив його втекти. Він подарував Лінді примірник повного зібрання творів Шекспіра.
- Міціма, старший племінний шаман, який також навчає Джона таким навичкам виживання, як рудиментарна кераміка (зокрема, каструлі, які були традиційними для індіанських племен) і виготовлення лука.
- Кіакіме, місцева дівчина, в яку закохався Джон, але натомість зрештою вийшла заміж за іншого хлопця з Малпаїса.
- Котлу, місцевий хлопець, з яким одружується Кіакіме.

### Другорядні фігури
- Поллі Троцька (Polly Trotsky) — за прізвищем Лева Троцького.
- Герберт Бакунін (Herbert Bakunin) — за іменем англійського філософа і соціального дарвініста Герберта Спенсера і прізвищем російського філософа і анархіста Михайла Бакуніна.
- Прімо Меллон (Primo Mellon) — за прізвищами іспанського прем'єр-міністра і диктатора Мігеля Прімо де Рівера та американського банкіра і міністра фінансів за президентства Гувера Ендрю Меллона.
- Сароджині Енгельс (Sarojini Engels) — за іменем першої індійської жінки, яка стала президентом Індійського національного конгресу, Сароджині Найду та за прізвищем Фрідріха Енгельса.
- Моргана Ротшильд (Morgana Rothschild) — за іменем банківського магната США Джона Пірпонта Моргана та за прізвищем династії банкірів Ротшильдів.
- Фіфі Бредлоу (Fifi Bradlaugh) — за прізвищем британського політичного активіста і атеїста Чарлза Бредлоу.
- Джоанна Дізель (Joanna Diesel) — за прізвищем німецького інженера Рудольфа Дизеля, винахідника дизельного двигуна.
- Клара Детердинг (Clara Deterding) — за прізвищем Генрі Детердинга, одного з засновників «Royal Dutch Petroleum Company».
- Том Кавагуті (Tom Kawaguchi) — за прізвищем японського монаха-буддиста Кавагуті Екая, першого підтвердженого японського мандрівника з Тибету до Непалу.
- Жан Жак Хабібулла (Jean-Jacques Habibullah) — за іменами французького філософа епохи Просвітництва Жана-Жака Руссо та еміра Афганістану Хабібулли-хана.
- Фримартини, жінки, яких навмисно зробили стерильними через вплив чоловічих гормонів під час внутрішньоутробного розвитку, але все ще фізично нормальні, за винятком «найменшої тенденції до відрощування бороди». У книзі урядова політика вимагає, щоб 70 % жіночого населення складали фрімартини.

### Фонові фігури
Це невигадані та фактичні персонажі, які жили до подій у цій книзі, але їх варто відзначити в романі:
- Генрі Форд, який став месіанською постаттю світової держави. «Наш Форд» використовується замість «Наш Господь» як заслуга в популяризації використання конвеєра.

- Зигмунд Фрейд, «Наш Фрейд» іноді говорять замість «Наш Форд», оскільки психоаналітичний метод Фрейда безпосередньо залежить від правил класичного обумовлення, і тому, що Фрейд популяризував ідею, що сексуальна активність є важливою для людського щастя (Також мається на увазі, що громадяни Світової Держави вважають Фрейда та Форда однією людиною)[35].
- Герберт Веллс, «доктор Веллс», британський письменник і соціаліст-утопіст, чия книга «Люди як боги» стала мотивом для «Перкрасного нового світу». «Все добре, що закінчує Веллсом», — писав Гакслі у своїх листах, критикуючи Уеллса за антропологічні припущення, які Гакслі вважав нереалістичними.
- Іван Павлов, чиї методики кондиціонування використовуються для тренування немовлят.
- Вільям Шекспір, чиї заборонені твори цитуються в романі Джона «Дикуна». Цитовані п'єси включають «Макбет», «Буря», «Ромео і Джульєтта», «Гамлет», «Король Лір», «Троїл і Крессида», «Міру за міру» та «Отелло». Мустафа Монд також знає їх, тому що як Всесвітній контролер він має доступ до вибору книг з усієї історії, включаючи Біблію.
- Томас Мальтус, британський економіст ХІХ століття, вважав, що люди Землі врешті-решт опиниться під загрозою через нездатність вирощувати достатньо їжі, щоб прогодувати населення. У романі однойменна героїня винаходить методи контрацепції (мальтузіанський пояс), які практикують жінки світової держави.
- Рубен Рабінович, польсько-єврейський персонаж, на якому вперше помічено вплив навчання сну, гіпнопедії.
- Джон Генрі Ньюмен, католицький богослов і педагог XIX століття, вважав, що університетська освіта є критичним елементом у розвитку постіндустріальної західної цивілізації. Мустафа Монд і Дикун обговорюють уривок з однієї з книг Ньюмена.
- Альфред Монд, британський промисловець, фінансист і політик. Він є тезкою Мустафи Монда.[36]
- Мустафа Кемаль Ататюрк, засновник і перший президент Турецької Республіки. Назва Монда на честь Ататюрка пов'язана з їхніми характеристиками; він правив під час написання «Прекрасного нового світу» та революціонізував «стару» Османську державу в нову націю.[36]